# Expedição de Price ao Missouri

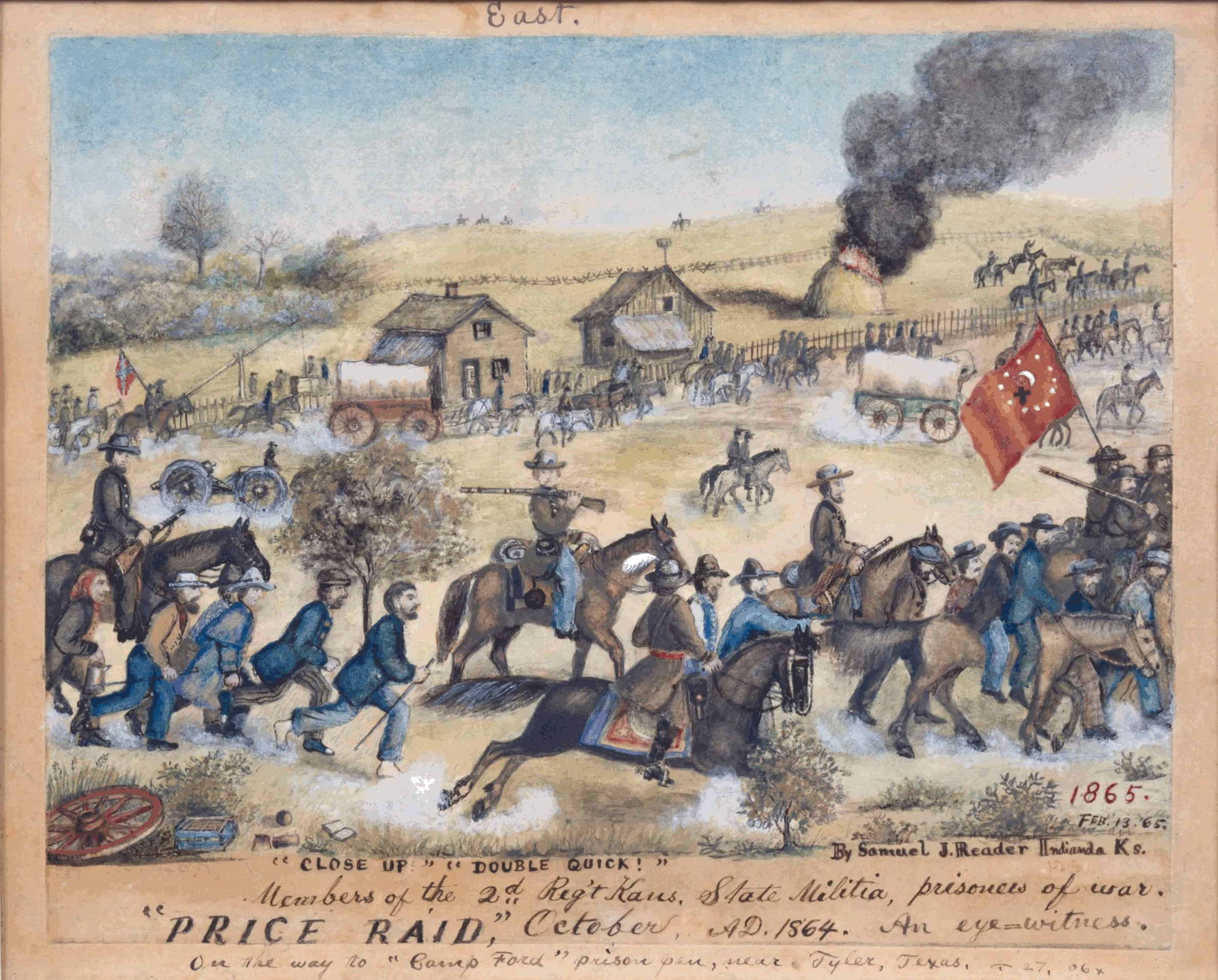
Visão artística da Batalha de Mine Creek 1865

A Expedição de Price ao Missouri (29 de agosto a 2 de dezembro de 1864) foi uma incursão mal sucedida da cavalaria Confederada através dos estados de Arkansas, Missouri e Kansas no Teatro Trans-Mississippi da Guerra Civil Americana. Liderada pelo Major-General Confederado Sterling Price, a intenção da expedição era retomar o Missouri e renovar a iniciativa Confederada no conflito maior.
Apesar de ter conquistado várias vitórias iniciais, Price foi derrotado na Batalha de Westport pelas forças da União sob o comando do major-general Samuel R. Curtis no final de outubro. Ele sofreu mais reveses nas mãos da cavalaria da União sob comando do major-general Alfred Pleasonton na Batalha de Mine Creek, no Kansas, forçando-o a recuar de volta para o Arkansas. A Expedição de Price ao Missouri acabou sendo a última operação Sulista significativa a Oeste do rio Mississippi. Seu fracasso reforçou a confiança em uma vitória final da União na guerra, contribuindo também para a reeleição do presidente Abraham Lincoln. Também definiu o controle da União sobre o disputadíssimo estado fronteiriço do Missouri.

## Batalhas
- Batalha de Fort Davidson (27 de setembro de 1864)
- Batalha de Glasgow, Missouri (15 de outubro)
- Segunda Batalha de Lexington (19 de outubro)
- Batalha de Little Blue River (21 de outubro)
- Segunda Batalha de Independence (21-22 de outubro)
- Batalha de Byram's Ford (22-23 de outubro)
- Batalha de Westport (23 de outubro)
- Batalha de Marais des Cygnes (25 de outubro)
- Batalha de Mine Creek (25 de outubro)
- Batalha de Marmiton River (25 de outubro)
- Segunda Batalha de Newtonia (28 de outubro)